# 亨利·賽登托夫
亨利·賽登托夫（Henry Friedrich Wilhelm Siedentopf，1872年9月22日—1940年5月8日），德國物理學家。
亨利·賽登托夫從1899年至1938年，在耶拿卡爾·蔡司公司工作。從1919年開始，他在耶拿大學擔任教授。
亨利·賽登托夫依照愛因斯坦论文中的实验条件，使用显微镜检测了悬浮于液体中的微粒。他发现爱因斯坦對於布朗運動的预测值很准确。